# Mediaschool Bayern

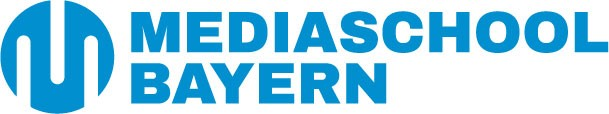
Logo

Die Mediaschool Bayern gGmbH ist ein Ausbildungsinstitut mit zwei nichtkommerziellen Aus- und Fortbildungskanälen im Hörfunk und im Fernsehen in München. Der Sender ermöglicht dem Mediennachwuchs, selbst Programm zu gestalten.
Der Fernsehkanal M94,5 sendet als Programmfenster auf München TV montags bis samstags von 16.00 Uhr bis 17.00 Uhr und noch einmal am Montagabend von 23.00 Uhr bis 24.00 Uhr Produktionen aus der eigenen Lehrredaktion sowie Sendungen aus der Film- und Fernsehausbildung an Hochschulen, Akademien oder in Medienunternehmen.
M94,5, früher afk tv, ist einer von drei Aus- und Fortbildungskanälen in Bayern. Unter dem Dach der Mediaschool Bayern gGmbH existieren neben M94,5 noch die beiden Hörfunkprogramme M94,5 in München  und max neo, früher afk max, in Nürnberg. M94,5 verfügt über eine eigene Lehrredaktion, in der angehende Journalisten, Moderatoren, Rundfunktechniker und Regisseure im Rahmen sechsmonatiger Praktika ihre ersten Erfahrungen sammeln und Arbeitsproben produzieren können.

## Organisationsstruktur
Die Bayerische Landeszentrale für neue Medien gründete den Fernsehverein M94.5. Der Verein ist somit privatrechtlich organisiert, aber im öffentlich-rechtlichen Auftrag tätig. Seit 2018 hält die BLM 63 Prozent an der Mediaschool Bayern und finanziert den laufenden Betrieb zusammen mit den anderen Gesellschaftern wie bereits zuvor. Der Verein Mediaschool Bayern Anbieterverein München e. V. wird von drei Vorstandsmitgliedern geleitet. Erster Vorsitzender ist zurzeit Bernhard Goodwin (IfKW, LMU München). Die GmbH stellt Technik, Fördermittel und administrative Unterstützung für die Arbeit der Redaktionen in München und Nürnberg bereit und sorgt für Koordination der Aus- und Fortbildungskanäle sowie angelieferter medienpädagogischer Projekte.
Im Fernsehverein sind viele Ausbildungsinstitutionen, Medienunternehmen und medienpädagogische Einrichtungen aus Bayern vertreten. Die Vereinsmitglieder liefern auch Programm für den Ausbildungskanal. Unter anderen sind es zum Beispiel: die Akademie der Bayerischen Presse (ABP), die Bayerische Akademie für Fernsehen (BAF), Deutsche Journalistenschule (DJS), Münchner Filmwerkstatt und Hochschule für Fernsehen und Film München (HFF) oder der Evangelische Presseverband für Bayern e. V. (EPV). Die Mediaschool Bayern ist Mitglied im MedienCampus Bayern.

## Geschichte
1994 beschloss das Medienrat der Bayerischen Landeszentrale für neue Medien, dass die Sende- und Übertragungskapazitäten für Zwecke der Aus- und Fortbildung genutzt werden sollen. 1995 wurde die afk GmbH als Trägergesellschaft für die afk-Vereine gegründet, somit auch M94.5 und die Schwestervereine.
Am 30. Juni 1996 nahm der Ausbildungssender seinen Sendebetrieb im Münchner Kabelnetz auf, im Juli der Hörfunksender. Das einstündige Fernsehprogramm wurde anfangs einmal, später zweimal pro Woche ausgestrahlt. 1997 folgte die Ausdehnung des Programms auf drei Tage die Woche, jeweils von 21 bis 23 Uhr. Damals gab es noch keine Lehrredaktion; die fertigen Sendebänder wurden von den Vereinsmitgliedern angeliefert.
1999 bekam M94,5 eine eigene Lehrredaktion. Die Lehrredaktion soll jungen Medieninteressierten eine Plattform bieten, um erste Erfahrungen in der Welt des Fernsehens zu sammeln und ohne Quotendruck eigene Sendungen zu produzieren. Dieses Konzept war das erste seiner Art in Deutschland. Ab diesem Zeitpunkt begannen die Praktikanten, eigene Beiträge und ganze Magazinsendungen zu produzieren. Der Hörfunkkanal änderte seinen Namen von Afk M94.5 zu M94,5.
Seit 2008 sendet M94,5 sechs Tage die Woche auf München TV. und im Internet. Mittlerweile verfügen beide Münchener Sender über eigene Studios in der Rosenheimer Straße bei Media Works München. 2018 wurde beschlossen, ihn künftig unter dem Label Mediaschool Bayern anzusiedeln. 2018 wurde beschlossen, die Aus- und Fortbildungskanäle künftig unter dem Label Mediaschool Bayern anzusiedeln.

## Lehrredaktion
Die Lehrredaktion besteht aus Vollzeitpraktikanten in den Bereichen Redaktion, Technik, Öffentlichkeitsarbeit und Dokumentation. Die Praktikanten arbeiten sechs Monate unentgeltlich. Sie erhalten Einweisungen in die Fernsehtechnik sowie in redaktionelle Arbeit. Nach einer Einarbeitungszeit (ca. acht bis zehn Wochen), in der die Praktikanten Seminare und Workshops besuchen, arbeiten sie weiter für das M94,5-Programm unter der Leitung des afk-Teams (eines Programmkoordinators, eines Chefs vom Dienst, eines technischen Leiters, eines Redaktionsassistenten sowie zwei Auszubildenden Mediengestalter Bild und Ton), sowie mit Unterstützung von Coaches.
Die Redaktionspraktikanten sind in der Sendeplanung tätig, schreiben Moderationen und Pressetexte. Die Technik-Praktikanten bedienen die Ausrüstung und bearbeiten die in Teams produzierten Beiträge mit Hilfe von Schnittprogrammen. Wer das Moderation-Seminar erfolgreich besucht hat, darf Interviews führen.
In den Bereichen Öffentlichkeitsarbeit und Dokumentation sind auch Teilzeitpraktika möglich. Der Doku-Praktikant sorgt für die Ordnung im Bandarchiv und im Redaktionssystem Archimedes. Der PR-Praktikant prüft die Pressetexte, schreibt Pressemeldungen und Programmhinweise und wirkt bei Messeständen und sonstigen Veranstaltungen mit.
Außerdem bietet M94,5 Ausbildungsplätze im Bereich Ton- und Bildgestaltung an.

## Eigenproduktionen

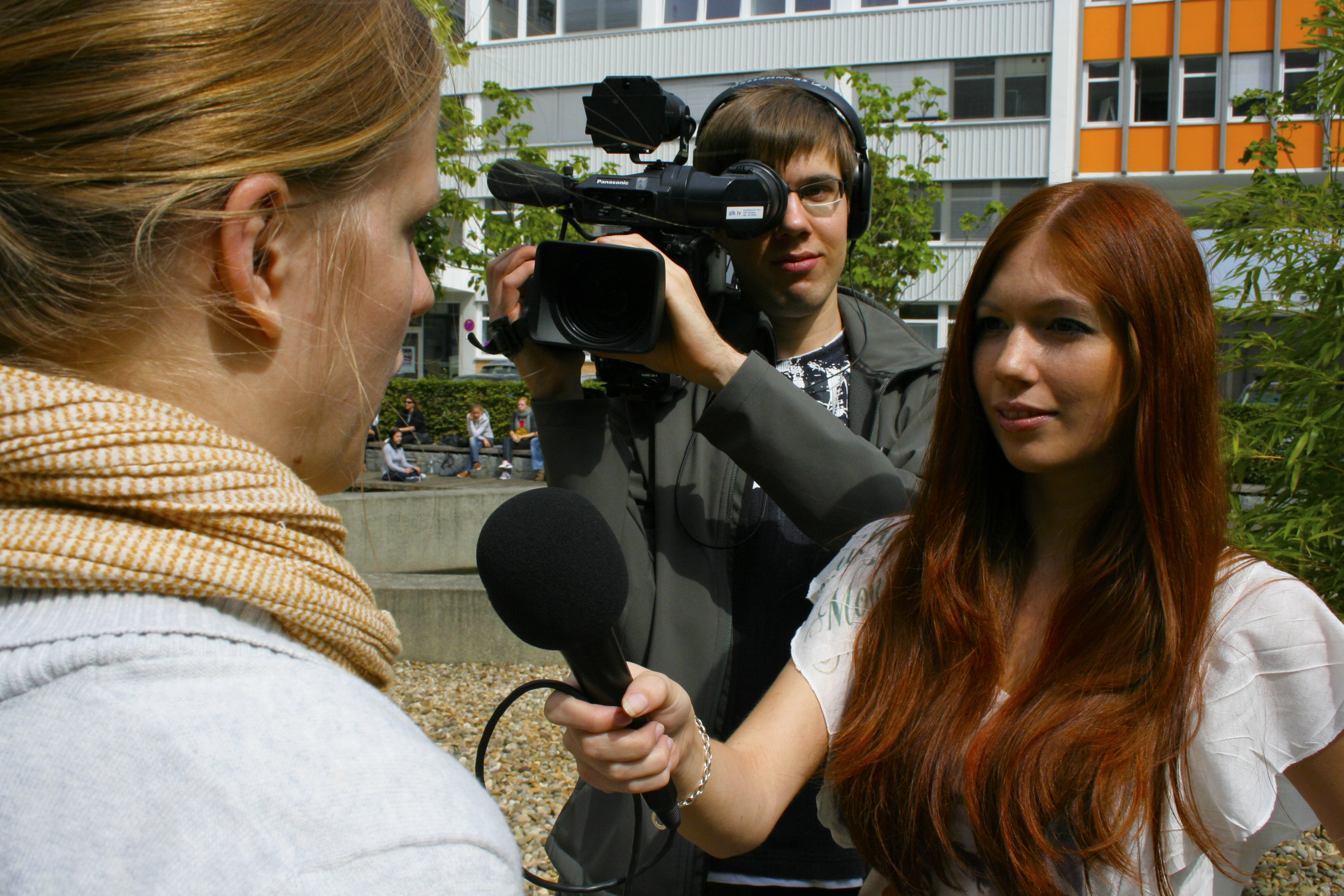
afk-tv-Praktikanten beim Dreh

Zu den Eigenproduktionen von M94,5 zählt das Magazin Von 0 auf 89, das alle drei Monate komplett von der Lehrredaktion produziert wird. Das Comedyformat Walulis sieht fern ist eine Sendung, die sich mit dem täglichen Programm des deutschen Fernsehens beschäftigt und dabei die Hintergründe und Funktionsweisen von Fernsehsendungen zeigt. Es werden darin unter anderem Doku-Soap, Kochsendungen und Krimiserien parodiert. Das Format wurde 2012 mit dem Grimme-Preis ausgezeichnet. Konzipiert und moderiert wird die Sendung von Philipp Walulis.
Die Hörfunksendungen sind unter M94.5 aufgeführt.